# Jindřich Kocman
Jindřich Kocman (20. ledna 1903 Blansko – 14. září 1997 Netín) byl kněz brněnské diecéze, v letech 1974–1983 děkan velkomeziříčský a arcikněz jihlavský.

## Život

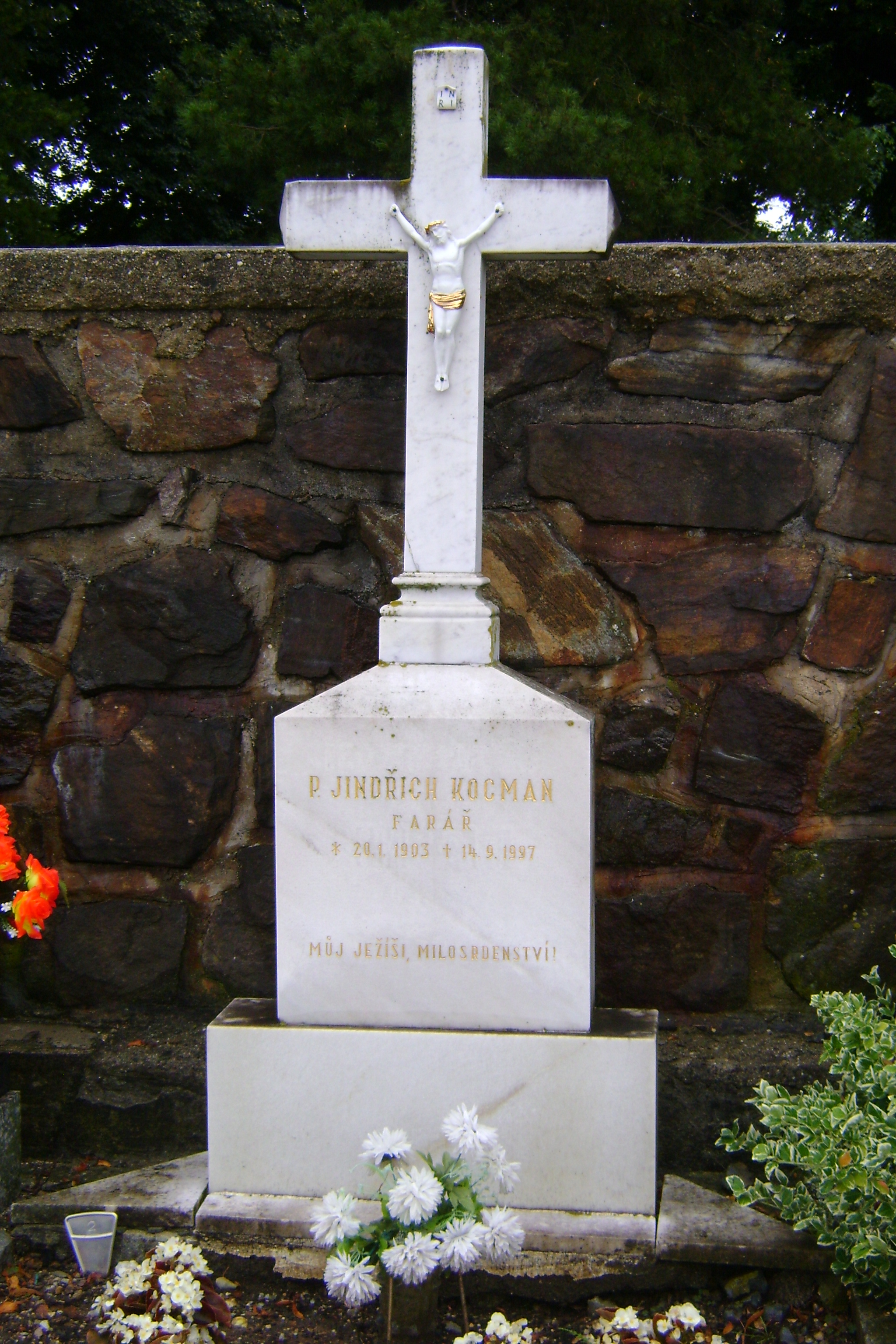
Hrob P. Jindřicha Kocmana na novém hřbitově v Netíně.

Jindřich Kocman se narodil v Blansku na Moravě 20. ledna 1903. Vyučil se strojníkem v ČKD Blansko. Po vyučení složil potřebné zkoušky a nastoupil do kvarty gymnázia. V roce 1930 maturoval, a následně nastoupil do brněnského kněžského semináře. Podle tehdejších měřítek se jednalo již de facto o tzv. pozdní povolání, vzhledem k tomu, že teologii začal studovat až ve 27 letech (tehdy bylo běžné, že teologie se chodila studovat mezi 19. a 20. rokem věku, kolem 25. roku věku pak již bohoslovci přijímali kněžské svěcení a odcházeli do činné pastorace). Dne 5. července 1935 byl dvaatřicetiletý Jindřich Kocman v katedrále sv. Petra a Pavla v Brně vysvěcen na kněze a poslán jako kaplan do Netína u Velkého Meziříčí, kde byl v té době farářem Mons. Václav Hlavička. P. Kocman působil jako netínský kaplan v letech 1935 – 1938, kdy odešel jako administrátor na faru do Předína. Po smrti Mons. Hlavičky jej patroni netínského kostela (šlechta z velkomeziříčského zámku) navrhli biskupství jako vhodného kandidáta na netínského faráře. Tím se P. Kocman skutečně stal.
Po nástupu do Netína spolupracoval s místním hajným Pavlasem, který v okolí obce ukrýval parašutisty z výsadku Calcium, dokonce se chystal umožnit jim rádiové vysílání do Anglie přímo z objektu netínské fary. Věc ale skončila nezdarem po náhodném odhalení parašutistů Odstrčila a Germota gestapem. Záhy po konci války byl P. Kocman nějaký čas také členem netínského Revolučního národního výboru.

## Stáří
V roce 1974 byl jmenován nesídelním děkanem velkomeziříčským, kterým byl až do roku 1983. V roce 1981 byl jmenován arciknězem jihlavským, což je čestná funkce.
Poslední nedělní mši svatou pro farnost sloužil 15. října 1989, svatební mši svatou naposledy 10. listopadu 1990. Soukromým způsobem sloužil v kostele až do června 1991. Zůstal statutárem farnosti až do své smrti, většinu úkonů (bohoslužby, zpovídání, ...) však již nemohl ze zdravotních důvodů vykonávat. Bohoslužby a zpovídání tedy zajišťovali kněží z okolí, ponejvíce kaplani z Velkého Meziříčí, nebo kněží penzisté.
Dne 6. září 1997 již nemocného Jindřicha Kocmana navštívil na netínské faře brněnský biskup Vojtěch Cikrle a při této příležitosti jej rovněž zaopatřil svátostí pomazání nemocných. Farář Kocman zemřel v Netíně 14. září 1997 ve věku 94 let. Od jeho smrti byla farnost spravována excurrendo z města Velké Meziříčí, a to až do roku 2009, kdy byl v Netíně opět instalován farář – P. František Sadílek.